# كريس بيرغستروم
كريس بيرغستروم (بالإنجليزية: Kris Bergstrom)‏ هو موسيقي أمريكي، ولد في 12 يوليو 1976 في ليتلتون في الولايات المتحدة.